# Stemwede
Stemwede est une commune de Rhénanie-du-Nord-Westphalie (Allemagne), située dans l'arrondissement de Minden-Lübbecke, dans le district de Detmold, dans le Landschaftsverband de Westphalie-Lippe. Depuis 2018, il y a un jumelage entre Stemwede et la ville de Lardy (France).

## Personnalités liées à la ville
- Theodor Meyer (1861-1944), homme politique né à Sundern et mort à Levern.